# Ubin
Ubin is het op twee na grootste eiland van de republiek Singapore. Het ligt aan de noordoostkant van het eiland Singapore in de straat van Johor tussen Maleisië en Singapore. Het eiland is vooral bekend omdat het voor een groot gedeelte nog in zijn oorspronkelijke natuurlijke staat is. Veel vogelsoorten die op de andere eilanden van Singapore bijna niet meer voorkomen kan men hier nog in groten getale zien. Ook worden er nog regelmatig onbekende plantensoorten ontdekt op het eiland. De mangrove rond het eiland is ook nog grotendeels intact.
In het Maleis heet het eiland Pulau Ubin, wat "graniet eiland" betekent. "Pulau" betekent "eiland" en "Ubin" betekent "graniet".
Dit eiland had voor een lange tijd dan ook granietmijnen, maar die liggen er aan het begin van de 21e eeuw verlaten bij. Op het eiland is ook een Thaise Boeddhistische tempel die gelovigen aantrekt tot uit Maleisië toe.
Het eiland is bereikbaar per boot vanaf de Changisteiger in het dorp Changi. De boten opereren van 6 uur 's ochtends tot 8 uur 's avonds en kosten 4.00 Singaporese dollar voor een enkele rit. De vaartijd is ongeveer 10 minuten, men kan ook een fiets meenemen maar dit kost 2 Singapore dollar extra. De boten varen weg als ze minimaal 12 passagiers hebben. Ook het charteren van de boten is mogelijk, men moet dan voor alle passagiers betalen, 24 Singapore dollar.